# Patrick Bourdais
Pas d'image ? Cliquez ici
Patrick Bourdais, né le 16 septembre 1954 à Château-l'Hermitage (Sarthe) en France, est un ancien pilote automobile français. Il est le père du pilote Sébastien Bourdais.

## Carrière
Il a terminé vice-champion de la Renault Clio Cup européenne, et a participé plusieurs fois aux 24 heures du Mans avec comme meilleur classement une 6e place de la catégorie GT2 en 1996.

## Palmarès

### Résultats aux24 Heures du Mans
| Année | Écurie                                | Copilotes                                    | Voiture                        | Classe | Tours | Pos. | Class Pos. |
| ----- | ------------------------------------- | -------------------------------------------- | ------------------------------ | ------ | ----- | ---- | ---------- |
| 1993  | Roland Bassaler (de)                  | Roland Bassaler (de) Jean-Louis Capette (de) | Sauber SHS C6                  | C2     | 166   | Abd. | Abd.       |
| 1994  | Roland Bassaler (de)                  | Nicolas Minassian Olivier Couvreur (en)      | Alpa LM                        | LMP1   | 64    | Abd. | Abd.       |
| 1995  | Agusta Racing Team                    | Thorkild Thyrring Almo Coppelli              | Callaway Corvette SuperNatural | GT2    | 115   | Abd. | Abd.       |
| 1996  | Larbre Compétition                    | Patrice Goueslard André Ahrlé                | Porsche 911 GT2                | GT2    | 284   | 20e  | 6e         |
| 1997  | Larbre Compétition                    | Peter Kitchak (de) André Lara Resende (de)   | Porsche 911 GT2                | GT2    | 205   | Abd. | Abd.       |
| 2003  | T2M Motorsport                        | Vanina Ickx Roland Bervillé                  | Porsche 911 GT3 RS             | GT     | 264   | 27e  | 9e         |
| 2004  | Panoz Motor Sports Larbre Compétition | Jean-Luc Blanchemain Roland Bervillé         | Panoz GTP                      | LMP1   | 54    | Abd. | Abd.       |
| 2005  | Panoz Motor Sports                    | Bryan Sellers Marino Franchitti              | Panoz Esperante GTLM           | GT2    | 185   | Abd. | Abd.       |
| 2006  | Noël del Bello Racing                 | Adam Sharpe (pl) Tom Cloet                   | Porsche 911 GT3 RSR            | GT2    | 115   | Abd. | Abd.       |